# إيرسيكي
إيرسيكي هي بلدة، في ألبانيا، تقع في مقاطعة كورتشي، هي عاصمة Kolonjë ‏، بلغ عدد سكانها 3,746 نسمة وذلك حسب إحصائيات سنة 2011، رمزها البريدي هو 7401.